# Eurysthea squamifera
Eurysthea squamifera là một loài bọ cánh cứng trong họ Cerambycidae.